# Micranthes tempestiva
Micranthes tempestiva là một loài thực vật có hoa trong họ Saxifragaceae. Loài này được (Elvander & Denton) Brouillet & Gornall mô tả khoa học đầu tiên năm 2007.